# (632) Pyrrha
Pour les articles homonymes, voir Pyrrha.
(632) Pyrrha est un astéroïde de la ceinture principale découvert le 5 avril 1907 par l'astronome allemand August Kopff. Sa désignation provisoire était 1907 YX.
L’astéroïde porte le nom de Pyrrha, qui dans la mythologie grecque a survécu au Déluge.